# Oecetis nausinoos
Oecetis nausinoos là một loài Trichoptera trong họ Leptoceridae. Chúng phân bố ở miền Australasia.